# 知客
知客（しか）は禅宗寺院の役職の一つ。六頭首（ろくちょうしゅ）の第四位。古くは知賓（しひん）ともいった。
修行年数の多い修行僧の中から選ばれ、外部からの来客の接待、新たに入門した修行僧の世話などを行う。現在では臨済宗・黄檗宗と曹洞宗で、役職の位置づけがやや異なる。臨済宗・黄檗宗では副司（副寺）を兼任する場合が多く、住職を補佐し修行僧を監督する役割が大きい。曹洞宗では接客、新規入門者の指導の役割が大きい。
また臨済宗では、役職名であると同時に僧階の一つにもなっている。